# Team Barloworld/2009
Deze pagina geeft een overzicht van de wielerploeg Team Barloworld-Bianchi in 2009.
| Naam                  | Geboortedatum | Nationaliteit       | Ploeg 2008 |
| --------------------- | ------------- | ------------------- | ---------- |
| John-Lee Augustyn     | 10-08-1986    | Zuid-Afrika         |            |
| Francesco Bellotti    | 06-08-1979    | Italië              |            |
| Diego Caccia          | 31-07-1981    | Italië              |            |
| Patrick Calcagni      | 05-07-1977    | Zwitserland         |            |
| Félix Rafael Cárdenas | 25-11-1972    | Colombia            |            |
| Giampaolo Cheula      | 23-05-1979    | Italië              |            |
| Marco Corti           | 15-06-1985    | Italië              |            |
| Steven Cummings       | 19-03-1981    | Verenigd Koninkrijk |            |
| Christopher Froome    | 20-05-1985    | Kenia               |            |
| Robert Hunter         | 22-04-1977    | Zuid-Afrika         |            |
| Daryl Impey           | 06-12-1984    | Zuid-Afrika         |            |
| Paolo Longo Borghini  | 10-12-1980    | Italië              |            |
| Michele Merlo         | 07-08-1984    | Italië              | Amateurs   |
| Carlo Scognamiglio    | 31-05-1983    | Italië              |            |
| Mauricio Soler        | 14-01-1983    | Colombia            |            |
| Geraint Thomas        | 25-05-1986    | Verenigd Koninkrijk |            |

2003 · 2004 · 2005 · 2006 · 2007 · 2008 · 2009